# Doodle Jump
Doodle Jump es un videojuego para iOS, Android y Symbian desarrollado por Lima Sky LLC. Fue la aplicación más descargada en app en 5 países durante varios meses: en abril estuvo en el primer puesto en Estados Unidos; en mayo, Francia; en junio y julio, Austria; y Alemania y en España en agosto.

## Juego
En Doodle Jump, el objetivo es llegar a lo más alto posible sin morir. El jugador controla a una criatura de cuatro piernas llamada Doodler, que brinca constantemente sin parar, en un número infinito de plataformas. El jugador puede mover a Doodler en la dirección deseada inclinando ya sea el iPhone o el iPod Touch, usando el acelerómetro como controlador.

### Obstáculos
Hay diversos obstáculos que evadir en Doodle Jump:
- Monstruos – Hay 5 tipos diferentes de monstruos. Se los puede vencer disparándoles, brincándoles encima, o simplemente esquivándolos.
- Boss Monster - Este monstruo tiene mayor dificultad. Hay que dispararle un total de 5 veces, y se mueve por la pantalla. Igualmente puede ser eliminado si uno brinca encima de él.
- OVNI – Absorbe al personaje por debajo, los escudos no funcionan contra él, y muere de un solo disparo.
- Agujeros negros - Al igual que con los monstruos, si los tocamos perdemos el juego. La diferencia radica en que es imposible brincar sobre ellos.

### Poderes especiales
- Jetpack - Hace volar al personaje hasta estar cerca de los 1000 puntos en el marcador.
- Sombrero helicóptero - Igual que el Jetpack, pero a menor altura.
- Trampolín - Hace saltar a una distancia regular de plataforma en plataforma.
- Resorte - Igual que el trampolín, pero a menor distancia.
- Escudo verde -  Vuelve al jugador inmune a los monstruos.
- Tenis con resortes - Igual que los resortes individuales, pero permite usarlo en 6 plataformas independientes.

### Plataformas
Los jugadores deben avanzar saltando a través de diferentes plataformas. Cada una tiene una función que reacciona diferente cuando el personaje está sobre ella.
| Color                   | Función                                                         |
| ----------------------- | --------------------------------------------------------------- |
| Café                    | Se rompe.                                                       |
| Gris                    | Se mueve verticalmente.                                         |
| Rojo y Amarillo         | Explota, cuando parpadea a rojo explota.                        |
| Azul                    | Se mueve horizontalmente.                                       |
| Verde                   | Verde se mantiene estable, es la más común en el juego.         |
| Azul oscura con flechas | Puede ser movida por el jugador, se vuelve verde al ser pisada. |
| Blanca                  | Desaparece al pisarla.                                          |

## En la cultura popular
En el episodio 48 (Temporada 3, episodio 8) de The Big Bang Theory, Sheldon Cooper hace referencia a Doodle Jump cuando alguien está jugándolo.